# Stark (roman)
Stark (The Dark Half) är en roman skriven av Stephen King från 1989. Den gavs ut i svensk översättning 1990. Romanen har senare gjorts till en film med samma namn.